# برنارد موريل
برنارد موريل (بالفرنسية: Bernard Morel)‏ هو مبارز بالسيف فرنسي، ولد في 30 مارس 1925 في ليون في فرنسا.

## وصلات خارجية
- برنارد موريل على موقع اللجنة الأولمبية الدولية (الإنجليزية)
- برنارد موريل على موقع أوليمبيديا (الإنجليزية)